# الإشارات (فلم)
الإشارات (بالإنجليزية: Signs) 2002 هو فيلم أمريكي خيالي علمي أخرجه وأنتجه وكتبه المخرج الأمريكي إم. نايت شيامالان والفيلم من بطولة ميل غيبسون وخواكين فينيكس وروري كولكين والفيلم يحكي قصة غراهام هيس القس السابق الذي فقد ايمانه بعد وفاة زوجته الفيلم يتناول ظاهرة دوائر المحاصيل الغريبة التي شكلت ظاهرة في السبعينات من القرن الماضي، والفيلم حصل على تقييم PG-13 السينمائي «لبعض اللقطات المخيفة».

## حبكة الفيلم
يبدأ الفيلم بمشهد استيقاظ غراهام هيس (ميل غيبسون) بعد سماع صراخ أبنائه فيذهب ليتحرى عن الأمر ويوقظ أخيه جون هيس (خواكين فينيكس) للبحث عن الصغيرين ليجد البنت (أبيغيل برسلين) وحدها وسط الحقل وكانت ساكنة لا تنطق ويسألها غراهام عن مكان أخيها (روري كولكين) ليجده بعد ذلك فيسأله عما به فينظر إلى الحقل ويقول اعتقد أن الرب قد فعلها وليسأله غراهام مرة أخرى فيدير الابن رأس والده ليرى المنظر الغريب وهو تكون دوائر كبيرة الحجم تشكل علامات غريبة دوائر المحاصيل فيشك بل يجزم بأن من فعلها هو بعض الأشخاص بهدف اخافته أو على سبيل السخرية منه، فيبلغ الشرطة التي ترى أن الدوائر مكونة بشكل دقيق جدا وقطع المحاصيل بهذه الطريقة يجعل الشك بالأشخاص الذين قصدهم غراهام ليس بمحله، فلا يمكن عمل هذه الأشياء من قبل أشخاص عاديين خلال ليلة واحدة فقط فتستمر المغامرة لمعرفة السر في هذه الظاهرة.

ميل غيبسون في وسط الحقول

.

## طاقم التمثيل
| الممثل        | الدور         |
| ------------- | ------------- |
| ميل غيبسون    | غراهام هيس    |
| خواكين فينيكس | جون ميريل هيس |
| روري كولكين   | مورغان هيس    |
| أبيغيل برسلين | بو هيس        |

## الأداء في شباك التذاكر
الفيلم حصل على إيرادات تقدر 227,966,634 $ مليون دولار محليا في أمريكا وحصل على 180,281,283 $ مليون دولار في باقي أنحاء العالم مما يجعل مجمل إيراداته تصل إلى 408,247,917 $ مليون دولار.
| أداء شباك التذاكر      |             |              |
| الميزانية:             | 72,000,000  | دولار أمريكي |
| إجمالي الإيراد المحلي: | 227,966,634 | دولار أمريكي |
| إجمالي الإيراد الدولي: | 180,281,283 | دولار أمريكي |
| إجمالي الإيراد العام:  | 408,247,917 | دولار أمريكي |

## وصلات خارجية
- مقالات تستعمل روابط فنية بلا صلة مع ويكي بيانات
- فيلم الإشارات في موقع الفيلم

1. ↑  Signs (film) - Wikipedia, the free encyclopedia
2. 1 2  "نادي بنت نت". مؤرشف من الأصل في 2013-12-30. اطلع عليه بتاريخ 2019-12-25.